# 立陶宛綠黨
立陶宛綠黨是立陶宛共和國的綠色自由主義政黨，於2011年成立。該黨現任黨主席是伊娃·布德拉特，在國會僅有一席議員（阿爾吉爾達斯·布特凱維丘斯）。

## 黨主席
- 2011年至2012年：尤奧扎斯·道達塔斯（1959年生）
- 2012年：阿爾比納斯·莫爾庫納斯（1944年生）
- 2012年至2016年：利納·保色斯 (政治人物)（英语：Linas Balsys）（1961年生）
- 2016年至2020年：雷米吉尤斯·拉平斯卡斯（英语：Remigijus Lapinskas）（1968年生）
- 2020年至2022年：伊娃·布德拉特（英语：Ieva Budraitė）（1992年生）

## 外部連結
- 官方网站（立陶宛文）